# 江苏食品药品职业技术学院
江苏食品药品职业技术学院，是位于江苏省淮安市的一所公办普通专科高校，是目前国内唯一一所独立食品职业学校。原名江苏食品职业技术学院，2013年更为现名。

## 专业设置
- 食品与营养工程学院
- 生物与化学工程学院
- 酒店与旅游管理学院
- 机电工程系
- 计算机应用技术系
- 会计学学
- 经济贸易系
- 外语系